# Amani Bodo
Amani Bodo, né en 1988 à Kinshasa, est un  artiste peintre congolais,. 